# 19268 Morstadt
19268 Morstadt è un asteroide della fascia principale. Scoperto nel 1995, presenta un'orbita caratterizzata da un semiasse maggiore pari a 2,7379081 UA e da un'eccentricità di 0,0868597, inclinata di 3,56477° rispetto all'eclittica.